# Пояна (Ворона, Ботошань)
Пояна (рум. Poiana) — село у повіті Ботошані в Румунії. Входить до складу комуни Ворона.
Село розташоване на відстані 354 км на північ від Бухареста, 16 км на південь від Ботошань, 88 км на північний захід від Ясс.

## Населення
За даними перепису населення 2002 року у селі проживали 1550 осіб, з них 1549 осіб (99,9%) румунів. Рідною мовою 1549 осіб (99,9%) назвали румунську.